# مايكل بيرلي
مايكل بيرلي (بالإنجليزية: Michael Burleigh)‏ (و. 1955 – م) هو مؤرخ، وبروفيسور (أستاذ جامعي) من المملكة المتحدة ولد في لندن.

## التعليم
تعلم في كلية لندن الجامعية.

## مناصب وهيئات
أدار جامعة روتجرز، وكلية لندن للاقتصاد.

## روابط خارجية
- مايكل بيرلي على موقع IMDb (الإنجليزية)